# Moi (psychanalyse)
Pour les articles homonymes, voir Moi.
Le Moi (das Ich) est une instance psychique de la seconde topique freudienne qui se différencie de celles du ça et du surmoi. Il est plus vaste que le préconscient-conscient de la première topique. La notion de « moi » est toutefois présente chez Freud dès le début de son œuvre.

## Vue d'ensemble sur le moi en psychanalyse

### Traduction
Le « Moi » ou le « moi » (sans majuscule) est la traduction d'usage adoptée en France pour das Ich chez Freud qui forme pour cette instance de la seconde topique un substantif du genre neutre à partir du pronom personnel de la première personne du singulier ich (« je »). La traduction dépend par conséquent de la forme d'usage adoptée en psychanalyse selon les pays. En anglais, c'est la forme latine ego  qui est employée.
Selon Alain de Mijolla, le mot allemand Ich « est demeuré ambigu, comme son usage dans les écrits freudiens », ce qui a pu rendre sa traduction problématique dans d'autres langues. A. de Mijolla cite par exemple la critique de Bruno Bettelheim vis-à-vis de la traduction de Ich par ego dans la Standard Edition: « Traduire Ich par “ego”, c'est faire de ce mot un jargon qui n'exprime plus rien de l'engagement personnel que nous faisons quand nous disons “je” ou bien “moi” (Bettelheim, B., 1982) ». Les premiers psychanalystes français ont d'abord hésité entre « ego » et « Moi » qu'ils ont finalement adopté de préférence à « Je ».

### Aperçu historique

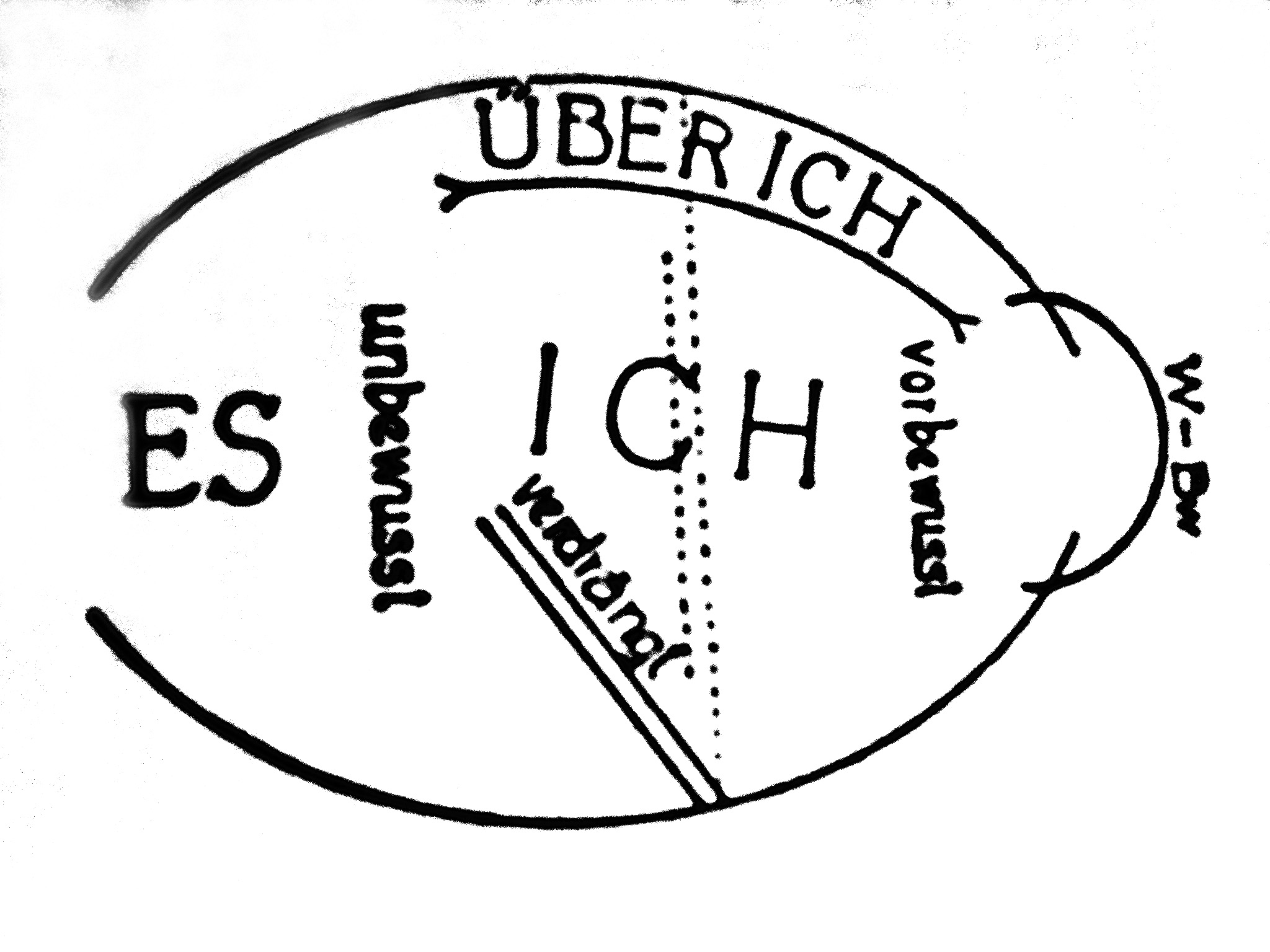
Le moi dans la seconde topique freudienne par rapport à la première topique (Nouvelles conférences d'introduction à la psychanalyse, 1933) : Ich (moi), Es (ça), Überich (surmoi) ; 1e topique : W-Bw (Pc - Cs pour Perception-conscience / conscient), puis vorbewusst (préconscient → pcs), unbewusst (inconscient → ics), verdrängt (refoulé).

Le terme vient de la philosophie et de la psychologie où il désigne « la personne humaine en tant qu'elle est consciente d'elle-même et objet de la pensée ». Il réfère notamment à la philosophie allemande depuis le milieu du XVIIIe siècle.
Sigmund Freud le reprend pour désigner « en un premier temps le siège de la conscience ». Le moi va se trouver alors « dans un système de pensée appelé première topique » qui comprend le conscient, le préconscient et l'inconscient.
C'est « à partir de 1920 » que « le terme change de statut pour être conceptualisé comme une instance psychique dans le cadre d'une deuxième topique comprenant deux autres instances: le surmoi et le ça. Le moi est alors en grande partie inconscient ».
Selon Roudinesco et Plon, on assiste par la suite à « trois lectures divergentes » de la deuxième topique sur le moi: 1) la première où le moi est « conçu comme un pôle de défense ou d'adaptation à la réalité (Ego Psychology, annafreudisme) »; 2) la deuxième « immerge le moi dans le ça ». Le moi s'y « scinde en un moi et un je (sujet) », lequel sujet est « déterminé par un signifiant (lacanisme) »; 3) la troisième lecture enfin « inclut le moi dans une phénoménologie du soi ou de la relation d'objet (Self Psychology, kleinisme) ».

## Le moi chez Freud
S'il est le plus souvent admis que le « moi » est l'instance de sa seconde topique qu'à partir du tournant de 1920 (Au-delà du principe de plaisir, 1920), Freud va distinguer du ça et du surmoi, la notion  de « moi » s'élabore très tôt dans la pensée freudienne : ainsi le psychanalyste Jean Laplanche considère-t-il  « le Projet de 1895 » (c'est-à-dire l'Esquisse d'une psychologie scientifique, selon la traduction française traditionnelle de l' Entwurf) comme « le grand écrit freudien sur le moi » .

### Définition et évolution du concept chez Freud
Dans le résumé introductif situé au début du long article « Moi » du Vocabulaire de la psychanalyse, Laplanche et Pontalis signalent d'emblée que « par rapport à la première théorie de l'appareil psychique, le moi est plus vaste que le système préconscient-conscient en ce que ses opérations défensives sont en grande partie inconscientes ». Ils ajoutent que « du point de vue historique, le concept topique du moi est l'aboutissement d'une notion constamment présente chez Freud dès les origines de sa pensée ». En raison de « deux théories topiques de l'appareil psychique », il est admis habituellement en psychanalyse que « la notion de moi ne prendrait un sens strictement psychanalytique, technique, qu'après ce qu'on a appelé le « tournant » de 1920 ». Quand Freud, dans ses premiers écrits, parle de « moi », le terme désignerait alors « la personnalité dans son ensemble ».

### Premières élaborations théoriques
En fonction des recherches contemporaines de son temps « sur les “dédoublements de la personnalité”, donc sur les dissociations de la conscience », et du fait de sa pratique de l'hypnose, Freud avait d'abord placé « le Moi-conscience en position de juge actif dans les conflits à l'origine des symptômes psychopathologiques ».
Dans l'article sur les psychonévroses de défense (1894), l'aspect « défensif » du moi est souligné: Le Moi a pour tâche de « traiter la représentation inconciliable comme “non arrivée” ».
En 1895, dans l' Esquisse d'une psychologie scientifique, le Moi est décrit en termes biologiques « comme un ensemble de neurones destinés à contrôler les processus primaires et à éviter le déplaisir ».

### Le moi dans la première topique
Dans la métapsychologie freudienne, depuis l'Esquisse le terme, créé déjà par la philosophie était à disposition, désigne de manière plus ou moins précise la « personnalité dans son ensemble ». Le moi, nommé aussi « personne propre » pour désigner la personne ayant conscience d'elle même, ou « moi total » est théorisé comme l'organisateur des mécanismes de défense.

### Pour introduire le narcissisme(1914): le moi objet d'amour

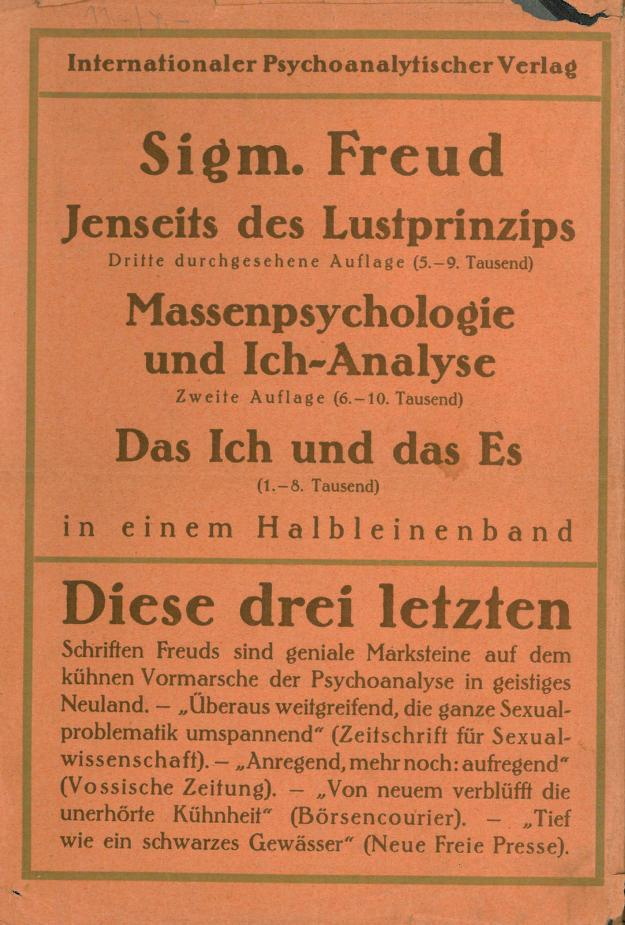
1923 : Trois écrits de la seconde topique freudienne : Au-delà du principe du plaisir (1e éd. : 1920), Psychologie des masses et analyse du moi (1e éd. 1921) et Le Moi et le Ça (1923).

Dans la période charnière de 1914-1915, l'introduction du narcissisme entraîne des apports nouveaux pour la définition du moi, en relation avec la notion d'identification et la différenciation au sein même du moi de composantes « idéales » qui s'élaborent à ce moment (le moi idéal et l'idéal-du-moi). Le moi est alors un objet d'amour qui s'offre à la sexualité au même titre qu'un objet extérieur, ce qui, au regard du choix d'objet, amène Freud à poser « la séquence: auto-érotisme, narcissisme, choix d'objet homosexuel, choix d'objet hétérosexuel ».

### Le moi dans la seconde topique
Dans la seconde topique, Freud dégage trois instances qui assurent une fonction précise dans l'appareil psychique : le Moi, le Ça et le Surmoi. Le moi englobe le conscient et le préconscient tout en étant en partie inconscient et en cela ils s'éloigne de la conception philosophique classique: le moi, considéré en tant que sujet de connaissance, est constitué en partie de ce qu'il ne peut pas savoir. Le « Moi » possède deux facettes : le Moi idéal et l'Idéal du Moi. Le premier est celui qui aurait vécu les premières satisfactions narcissiques, celui de la « toute-puissance » à l’aube de la vie quand l'enfant « était lui-même son propre idéal ». C'est ce moi idéal du narcissisme infantile que l'individu incarne lors de ses rêveries, c'est le surhomme auquel le Moi s'identifie alors qu'il accomplit des actions héroïques fantasmées (rêvées). L'Idéal du Moi est un absolu que l'individu tente ou non d'atteindre, mais considère comme étant l'incarnation de sa vision de « l'Homme parfait » (notion extrêmement relative et subjective)[réf. nécessaire]. La fameuse phrase de Freud « Wo Es war, soll Ich werden » qui clôt la 31e des Nouvelles Conférences de 1932 laisse la possibilité à plusieurs traductions: Où était le Ça, le Moi doit advenir ; ou Là où était du ça, doit advenir du moi ; ou encore : Où C'était, Je dois advenir ; traduisant plus ou moins le but de renforcer le Moi.

## Le moi au temps de Freud et après Freud

### Le moi chez Melanie Klein
Melanie Klein n'a pas défini une notion du moi particulière, comme Freud a pu le faire : elle emploie souvent « moi » et « soi » de façon interchangeable : sa naissance correspond dans sa théorie à l'accès à la position dépressive. Le moi est l'instance qui distingue réalité interne et réalité externe. À l'origine, le nourrisson découvre sa mère comme objet total, et non comme fragments dispersés sans cohérence. Le moi sera remanié tout au long de la vie, par des processus d'introjection et de projection, c’est-à-dire qu'il y aura la vie durant un travail d'appropriation et de rejet, par le biais d'identifications, comme l'identification projective.

### La théorie du moi de Paul Federn
Très proche de Freud, Paul Federn s'engage néanmoins dans une révision de la théorie du moi à partir de la seconde topique freudienne, en marge des théoriciens de l'Ego psychology qui ne reconnaîtront pas ses travaux.

### Le Moi chez Jacques Lacan
Pour Lacan, l'imaginaire est « le registre du moi avec ce qu'il comporte de méconnaissance, d'aliénation, d'amour et d'agressivité dans la relation duelle ».

### Le Moi-Peau de Didier Anzieu
Deux principes psychanalytiques peuvent servir pour comprendre les fonctions du Moi-Peau, concept développé par Didier Anzieu. Le premier suppose que le psychisme du sujet et toutes ses fonctions se développent par étayage sur des bases biologiques et corporelles, desquelles il se différencie. Le second postule que dans le psychisme, tout comme dans le système nerveux, l’organe le plus récent ou le plus superficiel contrôle le fonctionnement du système dont il fait partie.